# Ficus oresbia
Espèce
Ficus oresbia est une espèce d'arbres de la famille des Moraceae et du genre Ficus.

## Distribution
Plusieurs spécimens ont été récoltés en 1974 par René Letouzey, sur le versant Sud du massif du Mbapit, à 30 km au sud-ouest de Foumban, à une altitude comprise entre 1 850 et 1 950 m. 

## Description
Le tronc de cet arbre possède un diamètre d'environ 50 cm. Il est bas branchu, avec des branches étendues formant une cime compacte. Les feuilles comportent une nervure médiane violacée en-dessous. Ses fruits (figues), finement pubescents, de couleur verte puis pourpre, atteignent 20 à 25 mm. 